# Parkhaven (Rotterdam)
De Parkhaven is een haven uit de periode van de eeuwwisseling naar de twintigste eeuw, gelegen tussen het Lloydkwartier en het Park in Rotterdam.
De Parkhaven is gegraven tussen 1890 en 1893 en tussen 1903 en 1908 ingericht voor de overslag van stukgoed. Aan de oostkant van de Parkhaven stonden loodsen van Van Ommeren en vond stukgoed-overslag plaats. Aan de westkant van de Parkhaven was van 1908 tot 1970 de handels- en scheepvaartmaatschappij Wm.H. Müller & Co's Stuwadoors Mij. N.V. gevestigd, waardoor de pier in de naam Müllerpier kreeg, eerst in de volksmond en vanaf 1990 officieel.

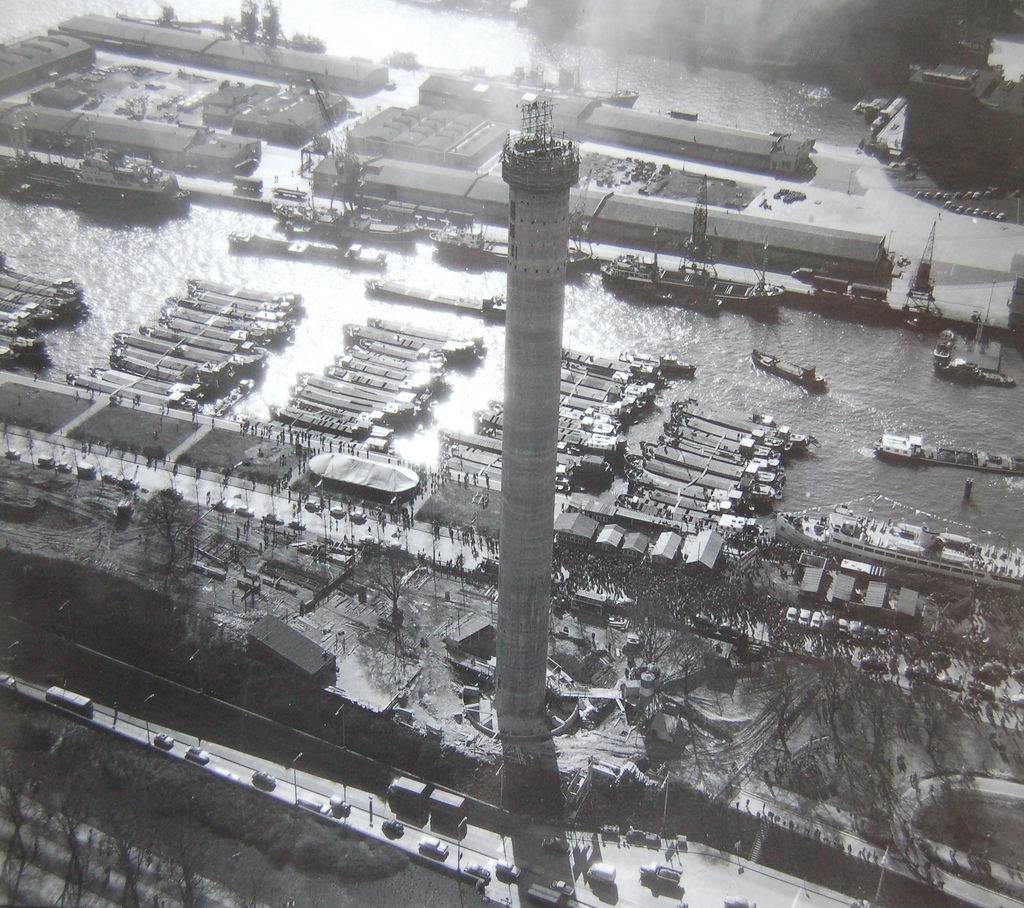
1959: het hoogste punt van de Euromast is bereikt, met zicht op de Parkhaven

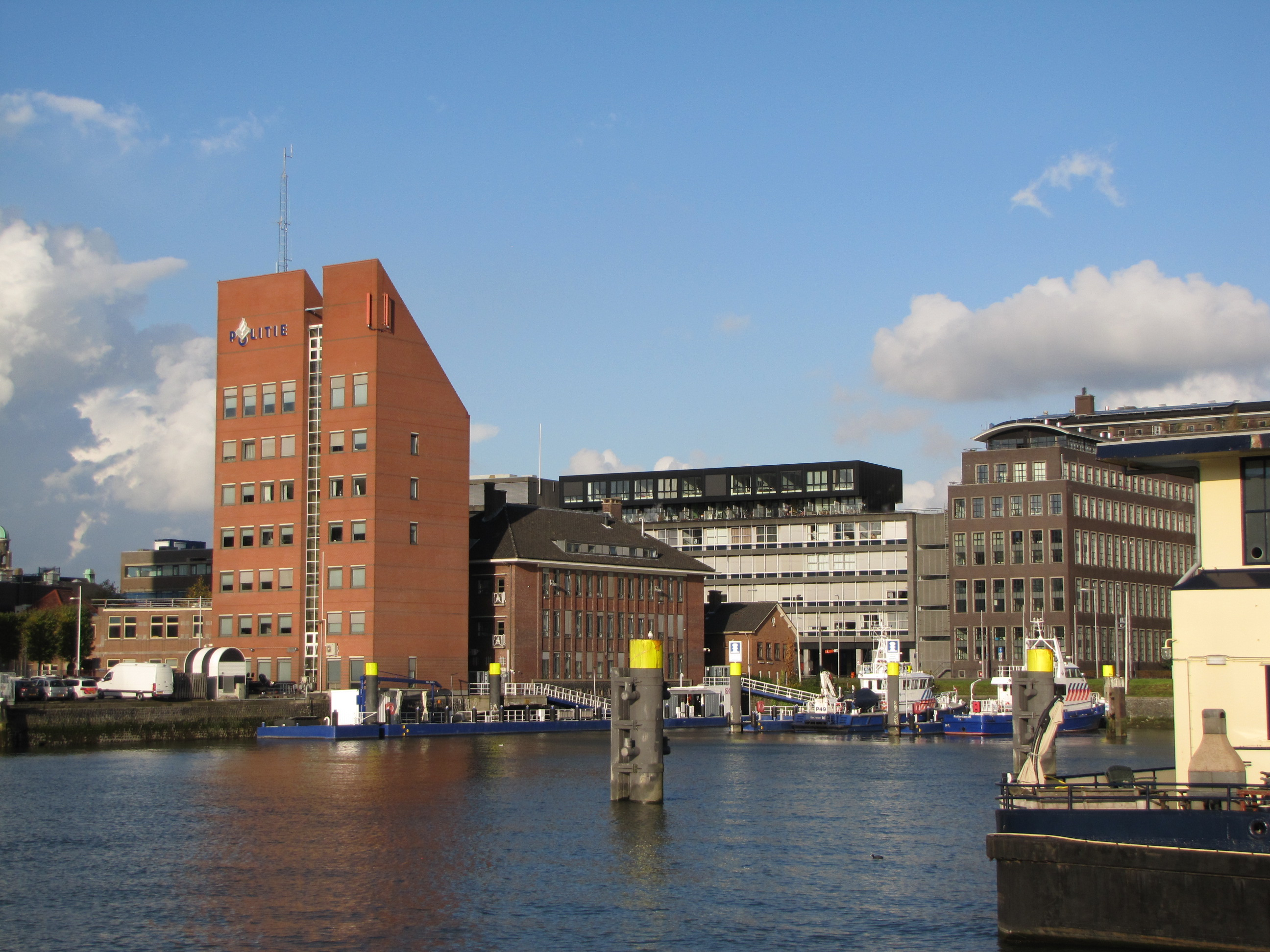
2017: Bureau Zeehavenpolitie met patrouilleboten

Sinds 1911 is de Rivierpolitie (de latere Zeehavenpolitie) gehuisvest aan de noordzijde van de Parkhaven. De patrouilleschepen hebben hier hun ligplaats. Eerst werd gebruik gemaakt van een ponton – nu afgemeerd in de Veerhaven – en vanaf 1938 in een gebouw op Sint-Jobsweg 6 in het huidige Lloydkwartier. Het laatste gebouw is nog steeds in gebruik, al staat er inmiddels een nieuw gebouw naast.
Door het voltooien van de Parksluizen in 1933 werd de Parkhaven een verbindingsroute tussen de Nieuwe Maas en de Delfshavense Schie. De stukgoedoverslag aan de oostkant van de haven verdween als eerste en in 1960 werd hier in het kader van de Floriade de Euromast gebouwd. Jarenlang lagen hier het opleidingsschip Jan Backx en de Seven Seas, die in gebruik was als logementschip. Later vertrok ook Müller & Co en is de Müller-pier nog jarenlang in gebruik geweest als evenemententerrein. Tegenwoordig staat hier woningbouw van het Lloydkwartier.
Aan de oostkant van de Parkhaven hebben nu diverse schepen hun vaste ligplaats. Vanaf het ventilatiegebouw van de Maastunnel zijn dat: de Chinese boot New Ocean Paradise, Partyschip De Brandaris (de Berenboot, geïnspireerd door De Bereboot), de Pannenkoekenboot II, de Zwarte Zwaan, en partyschip MPS De Ameland, de in 1967 door Rijkswaterstaat gebouwde veerboot naar Ameland die aanvankelijk Prinses Anna heette. In 1997 is dit schip omgebouwd tot partyschip, waarbij het gehele autodek werd gestript en voorzien werd van een overkapping.